# Geefweerstermolenpolder
De Geefweerstermolenpolder is een voormalig waterschap (molenpolder) in de provincie Groningen.
Het waterschap lag ten zuiden van Geefsweer. De noordgrens lag tussen de wierde en het Afwateringskanaal van Duurswold, de oostgrens lag zo'n 250 m westelijk van de Westerlaan, de zuidgrens lag bij het Wagenborgermaar, ten westen van Schaapbulten en de westgrens lag bij het Afwateringskanaal. 
Geefsweer vormde oorspronkelijk een zijleed binnen het het Farmsumerzijlvest. De afwatering van het gebied vond oorspronkelijk plaats via het Geefsweerstermaar, de Oude Togt (bij Ideweer) en enkele kleinere tochten, die hun water vermoedelijk via duikers in het Kleinemeer en het Weiwerdermaar loosden. Het zuidelijke deel heeft mogelijk tot de 15e eeuw naar het zuiden uitgewaterd. Aan de noordkant scheidde zich in 1877 het waterschap Koveltemp af, dat voortaan gebruik maakte van het het noordelijke deel van het Geefsweerstermaar.
De molen, een achtkantige bovenkruier uit 1855 stond aan de oostzijde van het Kleine Meedhuizermeer en sloeg hier uit op de boezem van het Farmsumerzijlvest. In 1876 werd de molen verplaatst naar de zuidwesthoek van het meer, waar hij op het Afwateringskanaal uitwaterde. De poldermolen maakte in 1926 plaats voor een dieselgemaal en werd enkele jaren later afgebroken. Het waterschap werd opgeheven in 1947 en ging toen op in het waterschap Weiwerd.
In 1908 werd het 11 ha grote Kleinemeer drooggelegd en toegevoegd aan het waterschap.  
Waterstaatkundig gezien ligt het gebied sinds 2000 binnen dat van het waterschap Hunze en Aa's.

## Kaart
- Kaart van de inpolderen en onder gemaal te brengen landen, onder Geefs- en Ideweer (1855) – via Beeldbank Groningen.